# هناء بركات
هناء بركات (ولدت في عام 1999 في لوس أنجلوس) عدّاءة فلسطينية متخصّصة بسباق 100 و200، و400 متر. يشرف على تدريبها المدرب الأمريكي سيدرك هيل، والدها لاعب في رياضة الهوكي وسبق له أن شارك بالأولمبياد ضمن الوفد الأمريكي عام 1984. تدرس الرياضة في جامعة براون.

## حياتها
وُلدت هناء بركات لأسرة فلسطينية في لوس أنجلوس عام 1999.
شارك والدها محمد بركات في دورة الألعاب الأولمبية الصيفية 1984 في رياضة الهوكي ومثّل في حينه الولايات المتحدة الأمريكية.

## منافسات
شاركت هناء وفي يناير/ يونيو عام 2021 في البطولة العربية الثانية والعشرين "22" وتأهلت في سباق 200 للسيدات وحلّت بالمركز السابع من بين 14 لاعبة، وقد سجّلت في حينها رقمًا قياسيًا جديدًا على المستوى الوطني الفلسطيني بزمن 23،39 ثانية. وهي عداءة جامعة براون الأمريكية وبطلة الجامعات الأمريكية في سباق الـ400 متر تتابع.

### أولمبياد طوكيو 2020
هناء هي إحدى خمسة فلسطينيين يمثلون بلدهم في أولمبياد طوكيو 2020. حيث تنافس في سباق 100 متر سيدات.